# Jeanne Dumée
Ne doit pas être confondu avec Jeanne Dumaine.
Jeanne Dumée (1660-1706) est l'auteure d'Entretiens exposant le système de Copernic et apportant des arguments en sa faveur.
Jérôme de Lalande la mentionne parmi les femmes astronomes ; de nos jours, Jean-Pierre Poirier la considère comme telle.

## Écriture desEntretiens
Devenue veuve à 17 ans, Jeanne Dumée se consacre à l'astronomie. Elle dresse chez elle une « sphère » « suivant cette opinion » (c'est-à-dire l'opinion des coperniciens). Des « personnes savantes » qui lui rendent visite lui demandent des explications sur cette sphère et, pour les satisfaire, elle écrit des Entretiens sur l'opinion de Copernic touchant la mobilité de la Terre, exposant la théorie de Copernic et apportant des arguments en sa faveur ; c'est ainsi que Jeanne Dumée raconte l'origine de son ouvrage.
Son écrit fait en 1680 l'objet d'une recension dans le Journal des sçavans.

## Œuvre

### Manuscrit
- Entretien sur l'opinion de Copernic touchant la mobilité de la terre, ms. no 19941 de la BNF, 52 p.  — Dédié au chancelier Boucherat. Le manuscrit est illustré d'une gravure de son dédicataire.

### Livre
Selon Jérôme de Lalande, qui a cherché un livre imprimé et n'en a pas trouvé, c'est Johann Friedrich Weidler qui est à l'origine de l'erreur qui veut que les Entretiens aient été imprimés. Lalande pense que le Journal des savants a parlé des Entretiens comme d'un livre dans l'espoir de le voir publier ; Weidler aurait cru qu'il l'avait vraiment été.
Aucun exemplaire du livre n'a été trouvé mais Gallica a mis en ligne le manuscrit. Il s'agit donc d'un cas où un texte ancien (dont on ne parlait généralement que par ouï-dire) est devenu accessible comme livre électronique sans être jamais passé par les mains d'un éditeur de livres sur papier.
On a établi que le manuscrit de Gallica diffère sans doute de celui recensé en 1680 dans le Journal des savants. Par ailleurs, il a été montré que ce manuscrit s'inspire très fortement d'un ouvrage publié en 1675 par François Bernier, lui-même tiré d'un ouvrage latin de Pierre Gassendi paru en 1647.

### Citations
- « Entre le cerveau d'une femme et celui d'un homme il n'y a aucune différence[9]. »
- « L'on s'étonne que les auteurs de la commune opinion [le géocentrisme] aient pu s'imaginer qu'il n'est [pas] convenable à la nature, et à la perfection des corps divins de se mouvoir irrégulièrement. Et que cependant ils croient ces mouvements violents ; eux qui semblent révérer la nature et cependant, ils ne craignent pas de lui faire une si étrange violence, quoique d'ailleurs ils disent que tout ce qui est violent ne dure pas[10]. »

## Notoriété
Jeanne Dumée a son nom dans l'installation The Dinner Party, de Judy Chicago, exposée au Brooklyn Museum.